# Mike Henry
Mike Henry (født 1965) er en amerikansk tegnefilmsdubber, producer, manuskriptforfatter, sanger og komiker. 

## Karriere
Mike Henry er bl.a. kendt for sit arbejde på den animerede komedieserie Family Guy, til hvilken han har bidraget som manuskriptforfatter til flere episoder og lagt stemme til bl.a. Cleveland Brown. Ofte har han skrevet episoderne sammen med sin bror Patrick Henry.
Samarbejdet med Family Guy-skaberen Seth MacFarlane har også ført til at Mike Henry har bidraget til MacFarlanes anden animerede komedieserie, American Dad!. Og sammen har de skabt Family Guy spin-offserien The Cleveland Show, bygget op omkring Mike Henrys figur. Desuden har han medvirket i tre episoder af Family Guy-medspilleren Seth Greens egen serie Robot Chicken.

## Filmografi
- Family Guy (1999-2003, 2005-)
- Robot Chicken (2005), tre episoder
- American Dad! (2005-)
- The Cleveland Show (2009-)

## Ekstern henvisning
- Mike Henry på Internet Movie Database (engelsk)
- Mike Henry på The Movie Database (engelsk)